# Eleni-Klaoudia Polak
Eleni-Klaoudia Polak (Paralimni, 9 de septiembre de 1996) es una atleta griega especializada en el salto con pértiga.

## Biografía
Nació en Grecia de padres inmigrantes, de padre polaco y madre de Sri Lanka. Creció en Kallithea, en la periferia de Atenas Meridional, dentro del área metropolitana del Gran Atenas. Perdió a su padre cuando tenía ocho años y ha estudiado estética.

## Carrera deportiva
Debutó en 2013, con 16 años, en los primeros torneos a nivel regional de Grecia. Su primera competición internacional le llegaría cuatro años después, en 2017, al participar en el Campeonato Europeo de Atletismo Sub-23 que se celebraba en la ciudad polaca de Bydgoszcz, donde terminó siendo undécima tras realizar un salto de 4,20 metros de altura.
Al año siguiente, en 2018 compitió en el Campeonato de Atletismo de los Balcanes en Pista Cubierta, que tuvo lugar en la ciudad de Estambul, consiguiendo su primera medalla, al ser plata con un salto de 4,30 metros. Mejoraría marca y récord personal poco después en los Juegos Mediterráneos Sub-23 de Jesolo (Italia), alcanzando el primer lugar del podio con cinco centímetros más (4,35 m.). Posteriormente, su marca de salto subiría hasta los 4,45 metros en el Campeonato Europeo de Atletismo; sin embargo, pese a la mejoría, terminó siendo novena.
Para 2019 repetiría en el Campeonato de Atletismo de los Balcanes en Pista Cubierta, llevándose nuevamente un metal -esta vez oro- con un salto de 4,40 metros. Misma suerte tendría en dicha edición en exterior, que tuvo lugar en Pravets (Bulgaria), con un salto inferior de 4,28 metros. Entremedias de las dos pruebas, en el Campeonato Europeo de Atletismo en Pista Cubierta, celebrado en Glasgow (Escocia), terminó duodécima con salto de 4,50 metros.
En 2021, retomada buena parte de la temporada tras el parón por la pandemia del coronavirus, participó en la nueva edición del Campeonato Europeo de Atletismo en Pista Cubierta de Toruń (Polonia), donde fue quinta al lograr una marca de 4,65 metros. Posteriormente, debutaría representando al equipo nacional en la Primera Liga del Campeonato Europeo de Atletismo por Equipos, celebrada en la ciudad rumana de Cluj-Napoca, donde consiguió terminar segunda con 4,60 metros de salto. En el mes de julio viajó a Tokio (Japón) con el resto de la delegación helena para participar en sus primeros Juegos Olímpicos. El 2 de agosto compitió en la ronda clasificatoria del salto con pértiga, quedando undécima en su serie, con un salto de 4,40 metros, muy lejos en números de los puestos que dejaban paso a la final. En números generales, Polak quedaría decimonovena.

## Resultados por competición

### Por temporada
| Representando a Grecia | Representando a Grecia                                     | Representando a Grecia | Representando a Grecia | Representando a Grecia | Representando a Grecia |
| ---------------------- | ---------------------------------------------------------- | ---------------------- | ---------------------- | ---------------------- | ---------------------- |
| Año                    | Competición                                                | Lugar                  | Puesto                 | Marca                  |                        |
| 2017                   | Campeonato Europeo de Atletismo Sub-23                     | Bydgoszcz              | 11.ª                   | 4,20 m.                |                        |
| 2018                   | Campeonato de Atletismo de los Balcanes en Pista Cubierta  | Estambul               | 2.ª                    | 4,30 m.                |                        |
| 2018                   | Juegos Mediterráneos Sub-23                                | Jesolo                 | 1.ª                    | 4,35 m.                |                        |
| 2018                   | Campeonato Europeo de Atletismo                            | Berlín                 | 9.ª                    | 4,45 m.                |                        |
| 2019                   | Campeonato de Atletismo de los Balcanes en Pista Cubierta  | Estambul               | 1.ª                    | 4,40 m.                |                        |
| 2019                   | Campeonato Europeo de Atletismo en Pista Cubierta          | Glasgow                | 12.ª                   | 4,50 m                 |                        |
| 2019                   | Campeonato de Atletismo de los Balcanes                    | Pravets                | 1.ª                    | 4,28 m.                |                        |
| 2021                   | Campeonato Europeo de Atletismo en Pista Cubierta          | Toruń                  | 5.ª                    | 4,65 m.                |                        |
| 2021                   | Campeonato Europeo de Atletismo por Equipos - Primera Liga | Cluj-Napoca            | 2.ª                    | 4,60 m                 |                        |
| 2021                   | Juegos Olímpicos                                           | Tokio                  | 19.ª (H)               | 4,40 m.                |                        |
| 2022                   | Campeonato de Atletismo de los Balcanes en Pista Cubierta  | Estambul               | 1.ª                    | 4,35 m.                |                        |
| 2022                   | Campeonato Mundial de Atletismo                            | Eugene                 | 21.ª (H)               | 4,35 m.                |                        |
| 2022                   | Campeonato Europeo de Atletismo                            | Múnich                 | 10.ª (Q2)              | 4,40 m.                |                        |

### Mejores marcas
| Disciplina                         | Marca   | Lugar    | Fecha                 |
| ---------------------------------- | ------- | -------- | --------------------- |
| Salto con pértiga (exterior)       | 4,70 m. | Atenas   | 18 de julio de 2020   |
| Salto con pértiga (pista cubierta) | 4,71 m. | El Pireo | 13 de febrero de 2021 |